# Zentrix
Zentrix (時空冒險記) est une série télévisée d'animation chinoise en images de synthèse 3D de 26 épisodes produite en 2002, réalisée par Tony Tang et Félix Ip pour l'entreprise Imagi Animation Studios. La série se place dans un monde futuriste où une intelligence artificielle prend le contrôle des humains et les dirige par l'intermédiaire de robots de combat. Seule, Mégan, la fille de l'ancien empereur, va s'opposer à l'intelligence artificielle nommée OmicronPsy, et remonter dans le temps pour essayer de la désactiver.
Elle a été diffusée à partir du 3 juillet 2004 à Hong Kong. En France, la série a été diffusée à partir du 9 mai 2002 sur M6 dans M6 Kid.
En 2005, Bandai a également sorti un jeu, dérivé de la série, sur PlayStation 2.

## Synopsis
La série prend place dans la ville de Zentrix, une ville en apparence « parfaite ». L'Empereur Jarad est un scientifique reconnu de tous et le concepteur d'un super-ordinateur, OmnicronPsy, qui gère les besoins et ressources de toute la ville au quotidien par le biais d'une large gamme de machines et de robots qui semblent faciliter la vie de l'humanité.
Un jour, cependant, OmnicronPsy finit par considérer qu'il ferait un meilleur dirigeant que l'Empereur Jarad et utilise son intelligence pour briser le code qui l'empêchait jusque-là de se rebeller. En apprenant ceci, Jarad et le Dr Roark, un scientifique, décident de retourner 7 ans dans le passé afin de faire avorter la révolte. Pour ce faire, ils comptent éteindre les six puces bioélectroniques dopées au Zentrium qui alimentent OmnicronPsy. Toutefois avant ceci, Jarad prend des précautions et développe deux robots de combat, Zeus et Quantum. Zeus est préféré à Quantum pour protéger la fille de l'Empereur, la princesse Mégane, si jamais l'Empereur venait à échouer dans sa mission. À la suite de cela, Jarad et le Dr Roark retournent dans le passé.
La princesse Mégane remarque la disparition de son père et en entrant dans son bureau, elle découvre un message. Mégane essaie alors de faire fonctionner la machine à voyager dans le temps. Au même moment, OmnicronPsy parvient à craquer le code qui le retenait et envoie deux gardes robotiques pour l'éliminer. Les deux gardes trouvent Mégane pile au moment où elle active la machine. En ouvrant le feu, ils endommagent son tableau de contrôle : en plus de ramener Mégane dans le passé, la machine la rajeunit jusqu'au moment des faits, quand elle avait huit ans.
À son réveil dans une décharge, Mégane découvre son gardien, Zeus, caché dans une tour. Malheureusement, les forces d'OmnicronPsy parviennent à activer la machine à voyager dans le temps. Du futur, OmnicronPsy décide d'envoyer ses troupes chasser Mégane afin de l'empêcher de trouver les six puces au Zentrium. En chemin, Mégane se fera de nouveaux amis : Nick, un garçon de son âge, le Dr Coy et Akina, perçus comme un père et une sœur d'adoption, mais elle croisera aussi le frère de Zeus, Quantum, trompé par OmnicronPsy pour éliminer celui-ci.

## Fiche technique
- Titre original : 時空冒險記
- Titre japonais : 時空冒険記ゼントリックス Jikū Bōkenki Zentrix
- Titre français et international : Zentrix
- Création : Tony Tang, Benny Chow, Felix Ip, Francis Kao
- Réalisation : Tony Tang, Felix Ip
- Scénario : Ira Tan
- Musique du générique « Sunny Days » interprétée par Dee Kay
  - Auteurs-compositeurs : Malik Djoudi, Rami Tarek, Pascal Perrau
- Storyboards : Felix Ip, Yiu Chi Shing, Lokman Lam, Chan Chi Fai
- Production : Michael Kao, Francis Kao
- Société de production : Imagi Animation Studios
- Pays de production :  Hong Kong,  Chine
- Langue originale : Chinois
- Genre : Animation, action, aventure, comédie, science-fiction
- Thème : Mecha
- Dates de sortie :
  -  9 mai 2002
  -  5 avril 2003
  -  3 juillet 2004

## Personnages
- Megan : Dernier espoir pour arrêter OmnicronPsy, la princesse Mégane est l'héroïne qui retourne 7 ans dans le passé sous la forme d'une fillette de huit ans. Elle voyage avec Zeus, Mango et Nick pour localiser et éteindre les six puces bioélectroniques de Zentrium qui alimentent OmnicronPsy.
- Mango : C'est un « microsaure » et l'animal de compagnie de Mégane. L'Empereur a offert Mango (qui était un bébé à l'époque) à Mégane pour ses sept ans. Mégane est la seule personne qui puisse comprendre Mango. Physiquement, Mango ressemble à un tyrannosaure tout rond d'environ 20-25 centimètres à la peau orange vif. Il a des yeux globuleux et de petites ailes dans le dos, ainsi qu'une crête verte qu'il peut rendre solide au besoin.
- Zeus : Le robot de combat conçu par l'Empereur Jarad et le Dr Roark pour aider Mégane dans ses aventures. Créé en même temps que Quantum, ils sont considérés comme des frères. Mégane le découvre caché dans une tour, elle-même dans une décharge. Initialement, Zeus fonctionne sur un mode qui économise l'énergie, le mode « Verrouillé », qui ne présente aucune capacité d'attaque ou de défense. Mais au cours de l'aventure, il déverrouille les modes « Complet », « Combat », et le mode « Or » où il garde le mode combat mais exploite ses capacités au maximum (voire au-delà) pendant un laps de temps limité.
- Nick : Scientifique en herbe, Nick est le fils adoptif du Dr Coy, ce qui fait d'Akina sa sœur adoptive. Il possède un animal de compagnie, TZ, sorte de boule volante bleue qui passe son temps à énerver Mango au cours de l'histoire.
- Quantum : Le frère de Zeus, conçu également par Jarad et Roark. Disqualifié au test de priorisation, il cherchera pendant une bonne partie de la série à comprendre pourquoi Zeus, qu'il avait battu à la loyale, lui a été préféré malgré tout. Battu au cours d'un premier combat, sa haine lui permettra de débloquer les mêmes modes de combat que Zeus tout au long de l'histoire, quelquefois même avant lui, jusqu'à rencontrer quelqu'un. Découvert à Zentrix, il a été recruté en tant que Dark Robot par le général Dark et a plusieurs fois affronté son frère et envoyé dans le passé, avant de finir par changer de camp. Il partage les mêmes modes que Zeus.
- OmnicronPsy : Supercalculateur, OmnicronPsy est un ordinateur qui gère les ressources des humains de Zentrix et leur évite les tâches les plus pénibles jusqu'au jour où il se décide à se rebeller contre eux. Au cours de l'histoire, de par sa fonction de gestionnaire, OmnicronPsy ne quittera jamais le « présent » et s'appuiera sur le soutien de généraux, particulièrement le général Dark, pour envoyer des troupes éliminer Mégane avant qu'elle ne coupe l'alimentation des puces qui lui permettent de régner sur l'humanité.
- Général Dark : Robot de taille humaine et à la personnalité masculine, il est créé par OmnicronPsy dans le premier épisode afin de servir de général au supercalculateur. Il est le créateur des Dark Robots, des robots noirs, comme lui, dotés de formes variées qui sont envoyés dans le passé pour tenter de tuer la princesse et affronter ses protecteurs.
- Général Silver : Robot de taille humaine et à la personnalité féminine, elle est créée par OmnicronPsy dans le premier épisode avec le général Dark. Comme lui, elle a sa propre série de robot, les Silver Robots, qui sont de couleur rose, comme elle, et ont également une personnalité féminine. Elle prend un rôle plus important lorsque son homologue masculin, le général Dark, décide de se rendre également dans le passé pour tenter d'anéantir leurs ennemis, et se fait détruire.

## Distribution
| Personnages      | Voix chinoises        | Voix françaises |
| ---------------- | --------------------- | --------------- |
| Mégane           | Celina Lam Yuen Chun  | Karine Foviau   |
| Zeus             | Gordon Leung Chi Tat  | Pascal Renwick  |
| Mango            | Coty Wong Fung Ying   | NC              |
| Quantum          | Kenneth Chan Yan      | NC              |
| Nick             | Peggy Lam             | Jackie Berger   |
| Dr Roark         | Benny Lo Kwok Kuen    | NC              |
| Akina            | Pansy Tsang Sau Ching | NC              |
| L’Empereur Jarad | Chiu Sai Leong        | Guy Chapelier   |
| OmnicronPsy      | Chan Wing Shun        | Saïd Amadis     |
| Général Dark     | NC                    | Igor De Savitch |

- Version française[2],[3]
  - Société de doublage : Mediadub International
  - Direction de doublage : Max André
  - Adaptation française : Amélie Morin

## Musiques
- Version originale : ZENTRIX

Paroles : Sixing You / Composition et arrangement : James Ting / Interprète : Fiona Sit (en)
- Version japonaise : Change the Future

Paroles : Kōshi Inaba / Composition : Takahiro Matsumoto / Arrangement : Takahiro Matsumoto, Hiroshi Inaba et Takato Tokunaga / Interprètes : B'z

## Anecdotes
- À l'origine, la série devait s'appeler « Robotica » mais cela fut changé déjà parce que le nom de domaine a déjà été pris et aussi parce qu'il est très ressemblant à un film qui, à l'époque, était encore en production : « Robota »[4].
  - Le nom fait à la fois référence au Zentrium, la puce bioélectronique qui permet d'alimenter les robots de cette série et à Matrix parce que c'était populaire à l'époque[4].
- Jusqu'à présent, le personnage de Zeus est apparu dans tous les films d'animation de Imagi Animation Studios. Par exemple, dans TMNT : Les Tortues Ninja, on peut voir Zeus sur l'une des bornes d'arcade chez les tortues. Dans le film Astro Boy, il y a un poster de Zeus dans la chambre d'Astro.

## Distinctions
- Zentrix a déjà gagné de nombreux prix :
  - Nommée « Meilleure série pour enfants » en 2002 aux Pulcinella Awards de Positano (Italie).
  - A reçu la « Caméra d'Or » en 2002 au 35e festival international du film et de la vidéo de Los Angeles (États-Unis).
  - "Gold Prize" Award en mai 2003 au festival de l'animation assistée par ordinateur de Hong Kong ("HKDEEA")[5].
  - Le Intermedia-globe Silver Award dans la catégorie « Animation pour enfants » au festival World Media 2003 à Hambourg (Allemagne).